# Yitzhak HaLevi Herzog
Yitzhak HaLevi Herzog, in ebraico יצחק אייזיק הלוי הרצוג‎?, anche noto come Isaac Herzog (Łomża, 3 dicembre 1888 – Gerusalemme, 25 luglio 1959), è stato un rabbino israeliano, che ebbe grande influenza sulla vita religiosa dello Stato ebraico.

## Biografia
Figlio di un rabbino ortodosso, ricevette la propria educazione a Londra. Fu rabbino capo in Irlanda e poi, nel 1937, in Palestina. Con la nascita dello Stato ebraico, divenne il primo rabbino capo del Gran Rabbinato d'Israele degli aschenaziti dello Stato di Israele.
Famosa la sua affermazione secondo cui «gli ebrei si avvicineranno sempre più al mondo vegetariano [perché] secondo molti rabbini e leader spirituali dietro al vegetarianismo risiede il senso ultimo della morale ebraica».
Suo figlio Chaim Herzog divenne il sesto presidente di Israele.
Suo nipote Isaac Herzog è l'attuale presidente di Israele.